# Nicholas Sparks
Nicholas Charles Sparks (Omaha, Nebraska, 31 december 1965) is een Amerikaans auteur. Hij schreef romans over verschillende thema’s zoals geloof, liefde, drama en het lot. Hij heeft tot nu toe 21 boeken gepubliceerd en woont tegenwoordig in New Bern, North Carolina, met zijn vrouw Cathy en hun vijf kinderen (drie zonen Miles Andrew, Ryan Cote, en Landon, en tweelingdochters Lexie Danielle en Savannah Marin).

## Biografie
Nicholas Sparks is geboren op oudejaarsavond in Omaha, Nebraska als zoon van Patrick Michal Sparks, een professor, en Jill Emma Marie Sparks, een huismoeder en de assistente van een optometrist. Hij heeft een broer Michael Earl "Micah" Sparks (1964) en een overleden zus Danielle "Dana" Sparks (1966–2000). Sparks is rooms-katholiek opgevoed en heeft Duitse, Tsjechische, Engelse en Ierse voorouders.
Omdat zijn vader nog studeerde toen Sparks geboren werd verhuisde het gezin vaak. Nog voordat hij acht jaar was had hij in Minnesota, Los Angeles, en Grand Island, Nebraska, gewoond. In 1974 settelde zijn gezin zich in Fair Oaks, Californië en bleven daar wonen totdat Sparks naar de middelbare school ging. Hij slaagde in 1984 aan de “Bella Vista High School” en besloot meteen door te studeren, nadat hij een beurs kreeg voor de Universiteit van Notre Dame. Hij studeerde af in ”Business Finance” en slaagde in 1988.
Sparks ontmoette zijn vrouw Cathy Cole (uit New Hampshire) tijdens de voorjaarsvakantie in 1988. Ze trouwden in juli 1989 en gingen in Sacramento, Californië wonen. Nadat hij geweigerd was bij zowel publishers als rechten opleidingen heeft Nicholas in de daarop volgende drie jaar verschillende banen gehad. Hij was onder andere onroerend goed taxateur, ober, telefonische verkoper van tandheelkundige producten en eigenaar van zijn eigen fabriek. In 1992, begon Sparks met het verkopen van farmaceutische producten en in 1993 werd hij overgeplaatst naar New Bern, North Carolina, waar hij zijn eerste gepubliceerde roman schreef, The Notebook.
Sparks doet veel voor goede doelen. Hij helpt mee aan het Creative Writing Program (MFA) aan de University of Notre Dame door te helpen met het financieren van beurzen, stages en jaarlijkse studiebeurzen.

## Carrière
In 1985 schreef Sparks zijn eerste roman, The Passing, toen hij de zomervakantie van zijn studie huis doorbracht. Het is nooit gepubliceerd. In 1989 schreef hij zijn tweede roman, The Royal Murders. Ook dit boek werd niet gepubliceerd. In 1994 schreef hij in een periode van zes maanden zijn eerste gepubliceerde roman The Notebook. Hij werd ontdekt door Theresa Park, die The Notebook las en aanbood Sparks te vertegenwoordigen. In oktober 1995 regelde Park een voorschot van $1 miljoen voor The Notebook van Time Warner Book Group. De roman werd in oktober 1996 gepubliceerd en belandde zelfs op de eerste week op de bestsellerlijst van de New York Times.
Na zijn eerste succes schreef hij nog een aantal internationale bestsellers, die allemaal in meer dan 35 talen werden vertaald. Elf van zijn boeken zijn al verfilmd:
- Message In A Bottle (1999)
- A Walk to Remember (2002)
- The Notebook (2004)
- Nights in Rodanthe (2008)
- Dear John (2010)
- The Last Song (boek en script tegelijkertijd geschreven door Sparks; boek verscheen in 2009 en film in 2010)
- The Lucky One (2012)
- Safe Haven (2013)
- The Best of Me (2014)
- The longest ride (2015)
- The Choice (2016)

## Werk
- The Notebook (oktober 1996) (nl: Het dagboek)
- Message in a Bottle (april 1998) (nl: De brief)
- A Walk to Remember (oktober 1999) (nl: De geur van Seringen / Een liefde om nooit te vergeten)
- The Rescue (september 2000) (nl: de Redding)
- A Bend in the Road (september 2001) (nl: De ontmoeting)
- Nights in Rodanthe (september 2002) (NL: de Thuiskomst)
- The Guardian (april 2003) (nl: Je bent nooit alleen)
- The Wedding (september 2003) (nl: De bruiloft)
- Three Weeks With My Brother (april 2004) (nl: Zo ver van huis)
- True Believer (april 2005) (nl: Met hard en ziel)
- At First Sight (oktober 2005) (nl: Een stralend liefdesvuur / Op het eerste gezicht)
- Dear John (oktober 2006) (nl: Lieve John)
- The Choice (september 2007) (nl: De keuze)
- The Lucky One (oktober 2008) (nl: De gelukkige)
- The Last Song (september 2009) (nl: Het laatste lied)
- Safe Haven (september 2010) (nl: Veilige haven)
- Best Of Me (oktober 2011) (nl: Het beste van mij)
- The Longest Ride (september 2013) (nl: De lange tocht)
- See Me (oktober 2015) (nl: Zie mij)
- Two By Two (oktober 2016) (nl: Wij twee)
- Every Breath (oktober 2018) (nl: Leven voor de liefde)
- The Return (augustus 2020) (nl: De terugkeer)
- The Wish (september 2021) (nl: De wens)[1]

## Trivia
- In 1985 verbeterde hij, als eerstejaars student aan het University of Notre Dame, met het estafetteteam het schoolrecord op de 4 x 800 m estafette. Dit record is sindsdien niet meer verbroken.

- Bibsys: 90981577
- Biblioteca Nacional de España: XX887444
- Bibliothèque nationale de France: cb130864374 (data)
- Catàleg d'autoritats de noms i títols de Catalunya: 981058508399406706
- CiNii: DA13445054
- Gemeinsame Normdatei: 11818606X
- International Standard Name Identifier: 0000 0000 8186 7503
- Library of Congress Control Number: n93080658
- Nationale Bibliotheek van Letland: 000011097
- MusicBrainz: e0f72d99-cdcc-43b8-a305-02d7f9a165ed
- Bibliotheek van het Japanse parlement: 00541078
- Nationale Bibliotheek van Tsjechië: mzk2002105443
- Nationale bibliotheek van Australië: 35344001
- Nationale Bibliotheek van Israël: 987007304663305171
- Nationale Bibliotheek van Polen: a0000002648165
- Nationale en Universitaire bibliotheek Zagreb: 000193263
- Nederlandse Thesaurus van Auteursnamen: 148583474
- Istituto Centrale per il Catalogo Unico: RAVV097159
- Système universitaire de documentation: 057441472
- Trove: 919093
- Virtual International Authority File: 117604749
- WorldCat: E39PBJqQtptQVW3JkVkW4wpkjC